# Mesone esotico
I mesoni del modello non-quark sono:
1. Mesoni esotici, che hanno numeri quantici non possibili per i mesoni del modello a quark;
2. glueball o gluonino, che non hanno valenza di quark;
3. tetraquark, che hanno due valenze di coppie quark-antiquark;
4. mesoni ibridi, che contengono una valenza di coppia quark-antiquark e uno o più gluoni.

Tutte queste particelle possono essere classificate come mesoni perché sono adroni e hanno numero barionico uguale a zero. Tra questi le glueball devono essere singoletti di sapore, cioè hanno isospin evanescente (I=0) e stranezza. Come tutti gli stati di particella, sono specificati da un numero quantico che è la rappresentazione della simmetria di Poincaré, ad esempio JPC (dove J è il momento angolare, P è la parità intrinseca e C è la parità di carica di coniugazione)  e dalla massa. Si specifica anche l'isospin I del mesone.
Tipicamente, ogni mesone del modello a quark si presenta come un nonetto SU(3) di sapore - un ottetto e un singoletto di sapore. Una glueball si presenta come una particella extra (sovrannumeraria) al di fuori del nonetto. A dispetto di un calcolo così apparentemente semplice, l'assegnazione di ogni dato stato come una glueball, un tetraquark o un mesone ibrido rimane ancor oggi incerta. Anche quando vi è certezza che uno di questi numerosi stati possa essere un mesone del modello non-quark, il grado di mescolamento e l'assegnazione precisa sono pieni di incertezze. Vi è anche un considerevole lavorio sperimentale nell'assegnazione dei numeri quantici a ciascuno stato e vi sono test incrociati con altri esperimenti. Quale risultato si ha che ogni assegnazione al di fuori del modello a quark è un'ipotesi. La parte restante di questo articolo descrive la situazione come si presenta verso la fino del 2004.

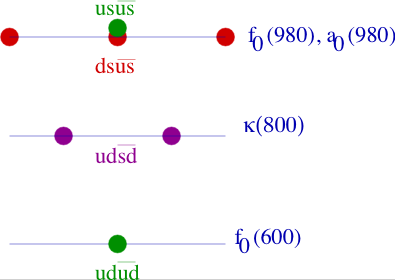
Identità e classificazione del possibile mesone tetraquark. In verde lo stato I=0, in viola lo stato I=1/2 e in rosso lo stato I=1. L'asse verticale è la massa.

## Previsioni del reticolo
Le previsioni della cromodinamica quantistica su reticolo per le glueball sono ora abbastanza stabili, almeno quando i quark virtuali non vengono considerati. I due stati più bassi sono
0+ +  con massa di  1611±163 MeV
2+ +  con massa di 2232±310 MeV
Lo stato 0- + e le glueball esotiche come 0- - sono attesi oltre i 2 GeV. Le glueball sono necessariamente isoscalari, vale a dire hanno isospin I=0.
Lo stato base dei mesoni ibridi — 0- +, 1- +, 1- - e 2- + sono tutti un po' al di sotto dei 2 GeV. Il mesone ibrido con numeri quantici esotici 1- + è a 1.9±0.2 GeV. I migliori calcoli su reticolo oggi disponibili sono fatti nell'approssimazione spenta (quenched approximation) che omettono i loop di quark virtuali. Come risultato questi calcoli perdono l'associazione con lo stato mesonico.

## Lo stato 0+ +
I dati mostrano 5 risonanze isoscalari:
f0(600), f0(980), f0(1370), f0(1500) e f0(1710)
La f0(600) viene solitamente indicata dal simbolo σ dei modelli chirali. Il decadimento e la produzione di f0(1710) dà consistente prova che esso sia anche un mesone. 

### Candidato glueball
Le f0(1370) e f0(1500) non possono essere mesoni del modello a quark perché uno è sovrannumerario. La produzione di uno stato di massa più elevato in una reazione a due fotoni tipo le reazioni 2γ → 2π o 2γ → 2K vengono eliminate. Il decadimento fornisce anche qualche prova del fatto che una di queste possa essere una glueball.

### Candidato tetraquark
La f0(980) è stata definita da alcuni autori come un mesone  tetraquark, insieme con gli stati I=1, a0(980) e κ0(800). Due gli stati a vita media lunga (narrow nel linguaggio della spettroscopia delle particelle): lo stato DsJ(2317)*&plmn; scalare (0++) e il mesone DsJ(2460)*&plmn; vettore (1+), osservati al CLEO e nell'esperimento BaBar, che si è anche cercato di classificare come stati tetraquark. Per altro questi possono essere interpretati diversamente.

## Gli stati 2+ +
Due stati isoscaleri sono stati definitivamente identificati: — f2(1270) e f'2(1525). Nessun altro stato è stato sufficientemente identificato negli esperimenti e perciò è difficile dire qualcosa di più riguardo a essi.

## Gli stati esotici 1- +e altri stati
I due isovettori esotici π1(1400) e π1(1600) sembrano ben determinati sperimentalmente. Essi non sono chiaramente glueball ma potrebbero essere un tetraquark o un mesone ibrido. Le indicazioni sulla loro natura sono ancora deboli.
Gli stati 0- + π(1800), 1- - ρ(1900) e 2- + η2<(1870) sono del tutto identificati e vi sono stati tentativi da parti di alcuni autori di classificarli come ibridi.  Se ciò si rivelase esatto vi sarebbe un notevole accordo con i calcoli su reticolo che prevedono numerosi mesoni ibridi in questo range di masse.